# Gongxianosaurus shibeiensis
Il gongxianosauro (Gongxianosaurus shibeiensis) è un dinosauro erbivoro probabilmente appartenente ai sauropodi. Visse nel Giurassico inferiore (Pliensbachiano/Toarciano, circa 190 milioni di anni fa) e i suoi resti fossili sono stati ritrovati in Cina. È considerato uno dei sauropodi più primitivi.

## Descrizione
Questo dinosauro è conosciuto per tre scheletri parziali, comprendenti anche parti di un cranio (premascelle, parte della mandibola e un dente). Gli esemplari noti hanno permesso la ricostruzione di un grande animale, lungo circa 14 metri, dalla costituzione piuttosto robusta. Le zampe anteriori erano pesanti e lunghe circa il 70% delle posteriori; l'omero era lungo quasi il doppio di radio e ulna. Il femore era largo e massiccio, mentre i "piedi" erano molto simili a quelli dei sauropodomorfi primitivi, ma con metatarsi più corti e robusti. La forma della premascella suggerisce che il muso fosse di forma bulbosa e troncata. Sotto la coda erano presenti ossa (chevron) dalla forma semplice e allungata, che fanno supporre che la coda fosse molto alta.

## Classificazione
Questo dinosauro, noto nella parte superiore della formazione Lufeng, è stato descritto per la prima volta nel 1998 come un rappresentante evoluto dei prosauropodi; in realtà è più probabile che facesse parte di una radiazione evolutiva che portò all'origine dei veri sauropodi, insieme ad altri animali come Antetonitrus e Lessemsaurus. In ogni caso, Gongxianosaurus è uno dei sauropodomorfi più grandi della sua epoca. 